# سیل (ترانه پنترا)
«سیل» تک‌آهنگی از گروه موسیقی موسیقی هوی متال پنترا است که در سال ۱۹۹۶ میلادی منتشر شد.